# آخر ساعة (جريدة)
آخر ساعة، هي جريدة جزائرية يومية إخبارية تصدر عن شركة الإيدوغ الصباح للاتصالات ومقرها مدينة عنابة، يدير تحريرها مند سنة 2011، الكاتب والصحفي فؤاد سبتي.

## التأسيس
تأسست سنة 2000، بتوجه جديد في الصحافة المستقلة الجزائرية، وهو الإعلام الجواري.

## التاريخ
.
كان أول صدور لجريدة آخر ساعة يوم 16 أكتوبر من سنة 2000 ولو أن الرقم واحد يحتفظ بتاريخ 17 أكتوبر فهو راجع لطبيعة صدورها المسائية وكما هو معمول به لدى الجرائد المسائية -التي كانت تصدر في المساء حينهابالجزائر- بوضع تاريخ اليوم اللاحق لتبقى صالحة للبيع.
لتنتقل بعد أيام للصدور الصباحي.
في البداية كانت تسحب على مستوى الشرق قبل أن تنتقل إلى السحب والتوزيع على مستوى ولايات شرق إلى جريدة وطنية محتلة بذلك مكانة رائدة بين الجرائد باللغة الوطنية.
وتعد أول جريدة ناطقة بالعربية تصدر من مدينة عنابة بعد استقلال الجزائر.
ولقد أسس الجريدة مجموعة من الصحفيين على رأسهم معمر فارح[بحاجة لمصدر] واحد من بين أعمدة الاعلام الجزائري(نائب رئيس تحرير المجاهد-مدير جريدة HORIZON 2000-مؤسس ومدير لجريدة LE SOIR D'ALGERIE التي تعد أول جريدة مستقلة في تاريخ الجزائر بعد انفتاح البلاد على التعددية وتحرير الصحافة من هيمنة السلطات العمومية.ومن بين المؤسسين الثلاثة لزهاري لبتر الكاتب والصحفي الجزائري المعروف نائب رئيس المجلس الأعلى لأخلاقيات المهنة وأخيرا السعيد بلحجوجة مدير النشر الحالي للجريدة.
انطلقت آخر ساعة بطاقم شاب من خريجي الجامعات بتاطير طاقم مسير يملك الخبر اللازمة لوضع الجريدة على مسارها الصحيح مثل فريد آيت سعادة سكرتير عام التحرير ومحمد الصغير زعيم رئيس التحرير من بين الصحفيين الذين بدؤوا المسيرة في آخر ساعة فؤاد سبتي، سهيلة أمال هارون، لامية فضلة، ليلياسعيدون، نوال مسيخ، زبير فاضل وبلقاضي محمد الصغير وصحفيين آخرين...

## قسم التحرير
مفترق الطرق بوقندورة عنابة.
الهاتف : 038.86.39.97 213+
فاكس : 038.86.38.83 213+
1. ↑  "آخر ساعة تحتفل بعيد ميلادها ال 15". جزايرس. مؤرشف من الأصل في 2021-01-20. اطلع عليه بتاريخ 2021-01-20.
2. ↑  "من التواجد بالساحة الإعلامية بالصبر والمثابرة والجد". جزايرس. مؤرشف من الأصل في 2021-01-20. اطلع عليه بتاريخ 2021-01-20.
3. ↑  "M. Said BELHADJOUDJA / Directeur du quotidien arabophone Akher Saa - Autoalgerie.com - Le portail de l'information automobile en Algérie". www.autoalgerie.one. مؤرشف من الأصل في 2021-01-20. اطلع عليه بتاريخ 2021-01-20.